# Marius Baggers
Marcus dit Marius Baggers, né le 18 octobre 1855 à Amsterdam et mort le 20 mai 1939 dans le 4e arrondissement de Paris, est un compositeur, arrangeur, pianiste et chef d'orchestre français d'origine hollandaise.

## Biographie
Fils et petit-fils de tailleurs de diamants amstellodamois, Marcus Baggers s'installe à Lyon avec ses parents après la guerre de 1870. Ancien élève dans la classe de piano du Conservatoire de musique de Lyon, il commence sa carrière comme chef d'orchestre aux Fantaisies-Parisiennes avant d'être engagé le 1er septembre 1880 au théâtre des Bouffes-Parisiens,, puis comme directeur de la musique au Théâtre du Châtelet.
Professeur au Conservatoire national de musique de Paris, on lui doit près de 90 créations dont des musiques pour chansons, des valses pour piano, des marches et de la musique de scène. Parmi les musiques de scène, il crée les musiques de deux reprises de pièces de Jules Verne : Michel Strogoff en 1904 et Le Tour du monde en 80 jours en 1927 sur une mise en scène de Georges de La Renaudie,.
Mort à l'âge de 83 ans, il était veuf depuis février 1929 de Lucie Halbronn, une modiste parisienne d'origine alsacienne qu'il avait épousé en mai 1886. Son éloge funèbre au cimetière du Montparnasse a été prononcé par le revuiste Valentin Tarault (1880-1960), alors vice-président de la Société des auteurs et compositeurs dramatiques.
Marius Baggers était le frère de Joseph Baggers (1858-1938), également musicien, compositeur et professeur au Conservatoire, le neveu de l'artiste lyrique et régisseur de théâtre Abraham Stréliski (1832-1928), et le cousin de Maurice Stréliski (1870-1950), acteur et metteur en scène de théâtre et de
Louis Stréliski (1878-1961), chanteur et metteur en scène d'opéra.

## Œuvres
Musique d'opérette
- 1880 : La Mascotte, opéra-comique en trois actes d'Edmond Audran, sur un livret d'Henri Chivot et d'Alfred Duru, chef d'orchestre Marius Baggers, au théâtre des Bouffes-Parisiens (29 décembre)
- 1900 : Le Petit Chaperon rouge, opérette en 3 actes de Paul Ferrier, Ernest Blum et Pierre Decourcelle, musique de Marius Baggers, au théâtre du Châtelet (22 décembre)
- 1906 : La Sonnette de nuit, opérette en 1 acte de Fernand Bessier, musique de Marius Baggers, au théâtre Moderne (26 décembre)

Musique de revue
- 1897 : Cocher ! rue Boudreau !, revue en 3 actes de Paul Gavault et Victor de Cottens, musique de Marius Baggers, au théâtre de l'Athénée (19 décembre)
- 1908 : La Revue du Châtelet, revue en 3 actes et 28 tableaux de Georges Nanteuil et Henry de Gorsse, musique de Marius Baggers, au théâtre du Châtelet (1er mars)
- 1913 : Non !... pas les mains !, revue en 2 actes de P.-L. Flers et Eugène Héros, musique de Marius Baggers, au Théâtre des Ambassadeurs (31 mai)
- 1916 : La Revue des Étoiles, revue en trois actes de Rip, musique de Marius Baggers et Émile Lassailly, au théâtre du Châtelet (29 avril)

Musique de scène
- 1891 : Enfin seuls !, pantomime en 1 acte de Charles Raymond, musique de Marius Baggers, à l'Eden-Théâtre de Vichy (21 août)
- 1902 : Les Cinq Sous de Lavarède, pièce à grand spectacle en 4 actes et 21 tableaux de Paul d'Ivoi, musique de Marius Baggers, au théâtre du Châtelet (7 février)
- 1904 : Michel Strogoff, pièce à grand spectacle en 5 actes et 16 tableaux d'Adolphe d'Ennery et Jules Verne, musique de Marius Baggers, au théâtre du Châtelet (23 avril)
- 1905 : Tom Pitt, le roi des pickpockets, pièce à grand spectacle en 4 actes et 18 tableaux de Victor Darlay et Victor de Cottens, musique de Marius Baggers, au théâtre du Châtelet (2 mars)
- 1906 : Pif ! Paf ! Pouf ! ou le Voyage endiablé, féérie en trois actes et trente-huit tableaux de Victor de Cottens et Victor Darlay, musique de Marius Baggers, au théâtre du Châtelet (6 décembre)
- 1909 : Les aventures de Gavroche, pièce en 4 actes et 28 tableaux de Victor Darlay et Gaston Marot, musique de Marius Baggers, au théâtre du Châtelet (27 janvier)
- 1910 : L'Homme à deux têtes, pièce à grand spectacle en 4 actes et 20 tableaux de Louis Forest, musique de Marius Baggers, au théâtre du Châtelet (2 février)
- 1910 : Arsène Lupin contre Herlock Sholmès, pièce en 4 actes et 15 tableaux tirée des romans de Maurice Leblanc par Henry de Gorsse et Victor Darlay, musique de Marius Baggers, au théâtre du Châtelet (28 octobre)
- 1911 : La Course aux dollars, pièce à grand spectacle en 4 actes et 25 tableaux de Maurice de Marsan et Gabriel Timmory, musique de Marius Baggers, au théâtre du Châtelet (10 novembre)
- 1912 : Le Roi de l'or, pièce à grand spectacle en 4 actes et 23 tableaux de Victor Darlay et Henry de Gorsse, musique de Marius Baggers, au théâtre du Châtelet (23 novembre)
- 1913 : Le Champion de l'air, pièce en 4 actes et 20 tableaux d'Émile Codey, musique de Marius Baggers, au théâtre du Châtelet (13 février)
- 1913 : L'Insaisissable Stanley Collins, pièce à grand spectacle en 5 actes et 20 tableaux de Maurice de Marsan et Gabriel Timmory, musique de Marius Baggers, au théâtre du Châtelet (8 novembre)
- 1919 : Malikoko, roi nègre, pièce en 4 actes et 20 tableaux d'André Mouëzy-Éon, musique de Marius Baggers, au théâtre du Châtelet (10 décembre)
- 1920 : En l'an 2020 ou la Merveilleuse aventure de Benjamin Pirouette, pièce à grand spectacle en trois actes et 21 tableaux d'Henry de Gorsse, musique de Marius Baggers, au théâtre du Châtelet (10 décembre)
- 1926 : La Foire aux fiancés, pièce à grand spectacle en 3 actes et 26 tableaux d'André Mouëzy-Éon et Alexandre Fontanes, musique de Marius Baggers et Maurice Naggiar, au théâtre du Châtelet (7 décembre)
- 1927 : Le Tour du monde en 80 jours, pièce à grand spectacle en 5 actes et 23 tableaux d'Adolphe d'Ennery et Jules Verne, musique de Marius Baggers, au théâtre du Châtelet. Reprise le 13 août 1938 dans le même théâtre.

## Distinctions
- 1900 : Officier d'Académie (arrêté ministériel du février 1900)[14].
- 1907 : Officier de l'Instruction publique (arrêté ministériel du 23 janvier 1907)[15].